# Митла (перевал)
Митла или Митле (араб. ممر متلة‎, ивр. מיתלה‎) — перевал в Египте. Находится на западе Синайского полуострова, в 30 километрах к северо-востоку от города Суэц.
Протяжённость перевала составляет несколько десятков километров. С обеих его сторон над ним господствуют горы. Перевал служит главным связующим звеном между африканским Египтом и центральной, восточной частью Синайского полуострова.
В 1956, 1967 и 1973 годах перевал был местом крупных битв между войсками Египта и Израиля.